# Musée historique Lausanne
Le Musée Historique Lausanne est un musée Suisse situé dans le canton de Vaud, au cœur de la ville de Lausanne. Le musée retrace l'évolution de la ville depuis ses origines jusqu'à l'époque contemporaine.

## Situation
Le musée, installé au cœur de la vieille ville de Lausanne, au pied de la Cathédrale de Lausanne, a été inauguré le 27 décembre 1918 grâce à l'initiative de la Commission du Vieux Lausanne et plus particulièrement de Charles Vuillermet. Il occupe l'ancien Évêché, un bâtiment médiéval classé monument historique. Successivement appelé musée du Vieux-Lausanne, musée de l'Évêché, musée historique de l'Ancien-Évêché et musée historique de Lausanne en 1989, il prend finalement le nom de Musée Historique Lausanne en avril 2018 à l'issue de sa dernière transformation. Le musée recueille et met en valeur les témoins matériels de l'histoire de la ville. Idéal pour découvrir l'évolution de Lausanne et de ses habitants, on y trouve des peintures, des photographies et des objets en tout genre.
Le musée est inscrit à l'Inventaire suisse des biens culturels d'importance nationale et régionale.
Depuis 2018, une buvette offrant une belle vue sur la vieille ville, est installée dans le jardin.

## Exposition permanente

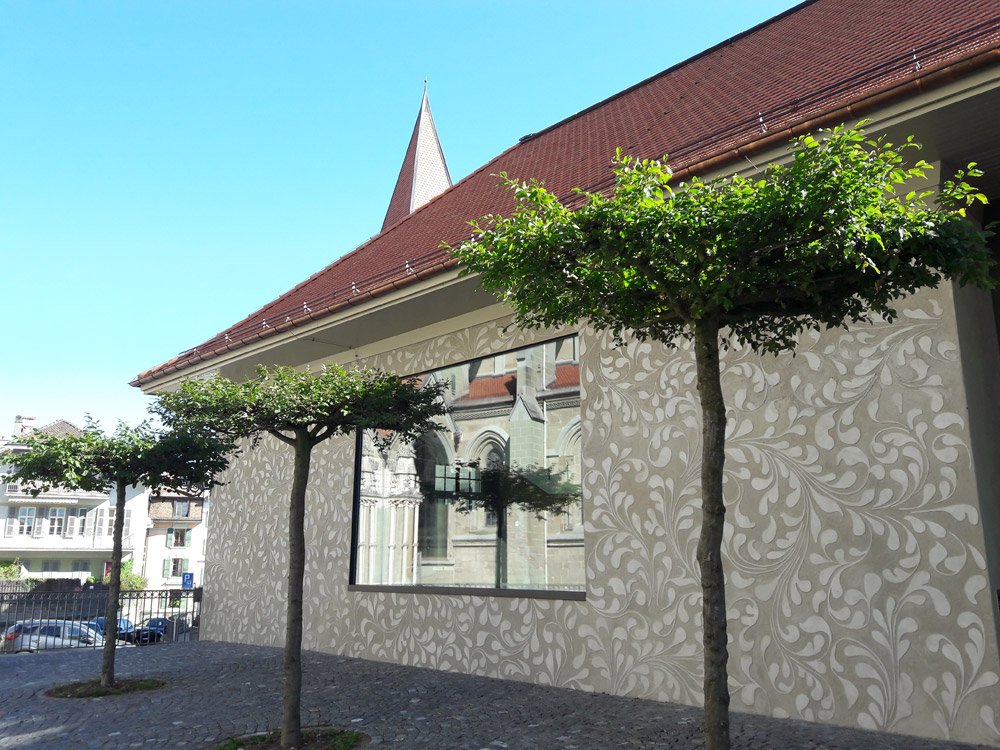
La façade nord du Musée Historique Lausanne depuis sa rénovation en 2018.

Depuis avril 2018, après rénovation complète du bâtiment et de la muséographie, Lausanne, l'Exposition privilégie la présentation d'originaux témoignant de la riche histoire artisanale, industrielle, économique, sociale et culturelle de la ville.
L'exposition thématique est divisée en onze espaces :
1. Lausanne en dates ;
2. La maquette [de Lausanne en 1638] ;
3. Se construire ;
4. Se loger ;
5. S'écouler ;
6. Se déplacer ;
7. Se recueillir ;
8. S'épanouir ;
9. S'affairer ;
10. From Lausanne with love ;
11. Portraits de Lausannoises et Lausannois.

## Expositions temporaires
Le musée propose régulièrement des expositions temporaires qui explorent sous divers angles les facettes du patrimoine. Il participe régulièrement aux Journées européennes du patrimoine, ainsi qu’à la Nuit des musées. Les dernières expositions recensées à ce jour sont " À la recherche de la vérité : le journalisme et nous" ou encore "Glacier un monde en mouvement".

## Collections
Le musée gère plus d'1 millions d'oeuvres et d'objets, répartis en trois départements : peintures et arts graphiques, photographie (300 000 photographies de 1840 à nos jours) et divers objets (vêtements, mobilier, outils et instruments de précision ou de musique). Leur consultation est disponible en ligne.